# Sian Massey-Ellis

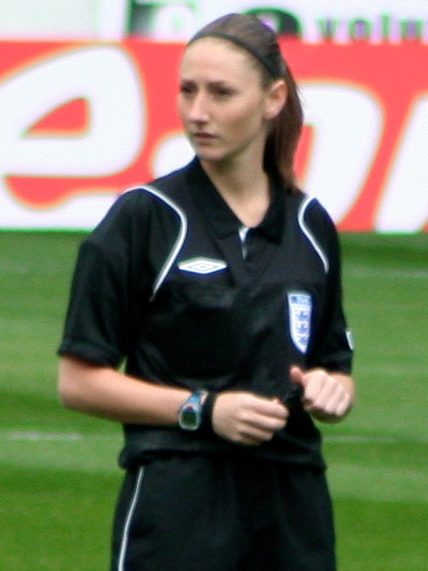
Sian Massey-Ellis (2011)

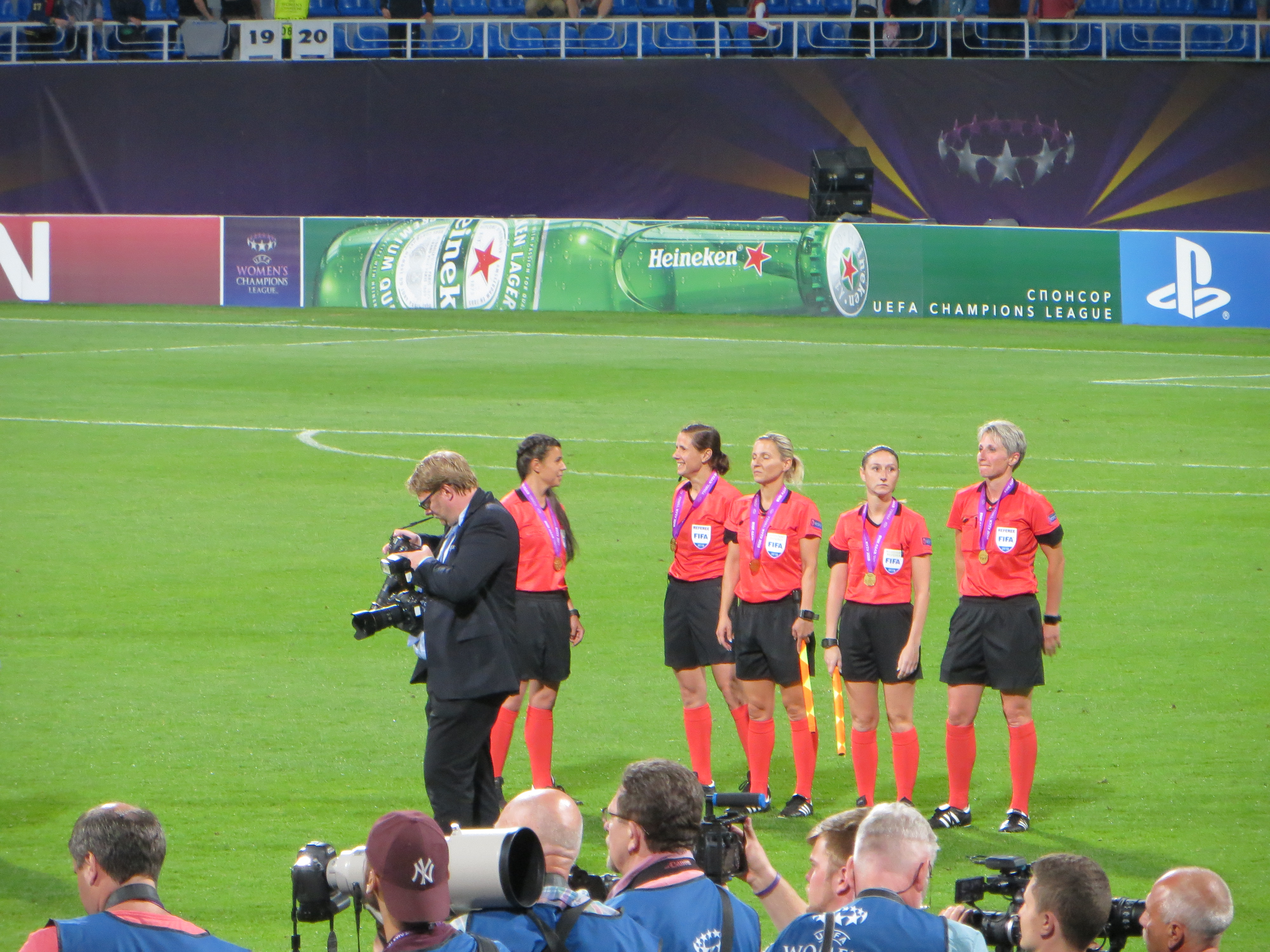
Sian Massey-Ellis (2. von rechts) beim Finale der Women’s Champions League 2017/18

Sian Massey-Ellis (* 5. Oktober 1985 in Coventry) ist eine englische Fußballschiedsrichterassistentin.
Seit 2009 steht sie auf der Liste der FIFA-Schiedsrichter. Seit November 2009 ist sie Schiedsrichterassistentin in der UEFA Women’s Champions League.
Massey-Ellis ist seit Dezember 2010 als Schiedsrichterassistentin in der Premier League im Einsatz.
Massey-Ellis war unter anderem Schiedsrichterassistentin bei der Europameisterschaft 2013 in Schweden, bei der Europameisterschaft 2017 in den Niederlanden, bei der Weltmeisterschaft 2019 in Frankreich und bei der Europameisterschaft 2022 in England (im Schiedsrichtergespann von Rebecca Welch).
Am 24. Mai 2018 leitete Massey-Ellis gemeinsam mit Jana Adámková und Sanja Rođak-Karšić das Finale der Women’s Champions League 2017/18 zwischen dem VfL Wolfsburg und Olympique Lyon (1:4 n. V.).
Im Oktober 2019 war Massey-Ellis als erste weibliche Schiedsrichterassistentin überhaupt bei einem Spiel in der UEFA Europa League im Einsatz (im Team von Chris Kavanagh).
Zudem wurde sie bei der U-19-Europameisterschaft 2011 in Italien und als Videoassistentin bei der U-20-Weltmeisterschaft 2022 in Costa Rica eingesetzt.